# فييتيفكا (محافظة فينيتسا)
فييتيفكا (Війтівка) هي قرية في منطقة بيرشاد في محافظة فينيتسا في أوكرانيا. تقع على بعد 7 كم مدينة بيرشاد.
يبلغ عدد سكانها حوالي 4434 نسمة.[متى؟]